# Fomento de Construcciones y Contratas
Fomento de Construcciones y Contratas (FCC) ist eine spanische Unternehmensgruppe, die hauptsächlich als Bauunternehmen mit Schwerpunkt Infrastrukturprojekte, Entsorgungsdienstleister, Wasserversorger und Zementhersteller tätig ist.

## Unternehmen
Die Unternehmensgruppe entstand im März 1992 durch die Fusion der Unternehmen Construcciones y Contratas, S.A. aus Madrid und Fomento de Obras y Construcciones, S.A. aus Barcelona. FCC ist Marktführer der spanischen Entsorgungsdienstleister. Die Gruppe ist in mehr als 35 Ländern tätig und beschäftigte 2017 über 50.000 Mitarbeiter. 2017 hatte FCC einen Umsatz von 5,8 Mrd. Euro, der zu 45 % außerhalb von Spanien getätigt wurde, und erzielte einen EBITDA von 815,4 Millionen Euro. Der Jahresüberschuss belief sich auf 188,0 Millionen Euro.
FCC war von 2007 bis Mitte der 2010er Jahre an Globalvia beteiligt.
FCC litt wie fast alle spanischen Unternehmen seit 2007 unter der spanischen Finanz- und Wirtschaftskrise. In den Jahren 2013 und 2014 führte sie Programme zur Kosten- und Schuldenreduzierung durch. 2015 und 2016 wurde die Restrukturierung abgeschlossen. 2013 erwarb Microsoft-Gründer Bill Gates 6 % der Aktien. Auch George Soros beteiligte sich Ende 2013 mit 3 % an dem Unternehmen. Im Dezember 2014 erwarb Carlos Slim Helú im Rahmen einer Kapitalerhöhung  25,6 % der Aktien. Die spanische Geschäftsfrau Esther Koplowitz war an dem Vorgängerunternehmen Construcciones y Contratas mehrheitlich beteiligt. Ihr Anteil sank in der Zwischenzeit auf unter 20 %. Sie beteiligt sich nicht unmittelbar an der Geschäftsführung, sondern nimmt ihre Interessen über ihre Position als Vizepräsidentin des Verwaltungsrates wahr.
Präsidentin des aus 15 Personen bestehenden Verwaltungsrats (Consejo de Administración) ist Esther Alcocer Koplowitz, die Tochter von Esther Koplowitz. Ihre beiden anderen Töchter Alicia und Carmen Alcocer Koplowitz sitzen ebenfalls im Verwaltungsrat. Carlos Slim und von ihm delegierte Personen haben 7 Sitze. Weitere 4 Sitze werden von Pablo Colio Abril, dem Consejero delegado (CEO) und 3 satzungsgemäß unabhängigen Personen eingenommen.

## Produkte
Außer im Bauwesen engagiert sich das Unternehmen unter anderem in den Geschäftsfeldern Müllabfuhr und -deponierung, Straßenreinigung, Wasserversorgung, Abwasseraufbereitung, Zementproduktion, Immobilienentwicklung und -verwaltung, Betrieb von Parkplätzen, Straßenmöblierung, Personenverkehr, Kraftfahrzeugüberwachung und Flughafenbetrieb.
2006 übernahm FCC das österreichische Bauunternehmen Alpine Holding. Alpine ging 2013 in Konkurs.

## Firmenstruktur
Die Firmenstruktur umfasst (Stand 2019):
Umweltdienste:
- FCC Environment UK
- FCC Environment CEE (FCC Austria, und andere CEE-Länder)
- FCC Environmental (USA)
- FCC ámbito (Spanien)
- FCC Medio Ambiente (Spanien)
- FCC Environment Portugal

Wasserversorgung
- FCC Aqualia
- SmVaK

Infrastruktur/Bau
- FCC Construcción
- FCCCO en el mundo
- FCC Industrial
- Matinsa
- Megaplas
- Portland Valderrivas
- Prefabricados Delta
- RRC Ramalho Rosa Cobetar
- FCC Real Estate
- Realia